# Gastronomia de Belarús
La gastronomia de Belarús és la pròpia del país, tot i que comparteix les mateixes arrels i moltes similituds amb la cuina d'altres països de l'Est, el centre i el nord-est d'Europa, basada principalment en carn i verdures típiques de la regió.

## Aliments

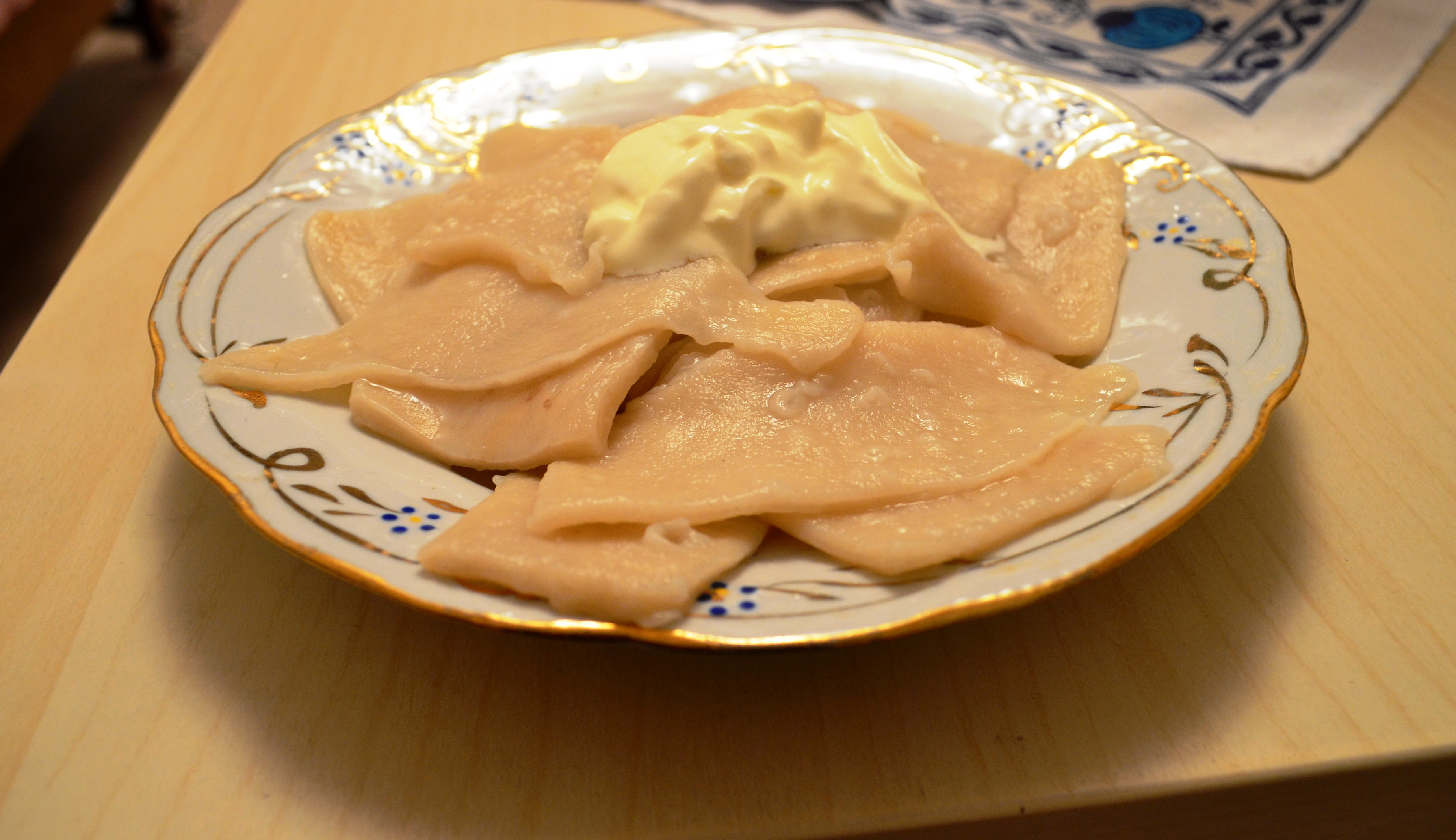
Lazanki

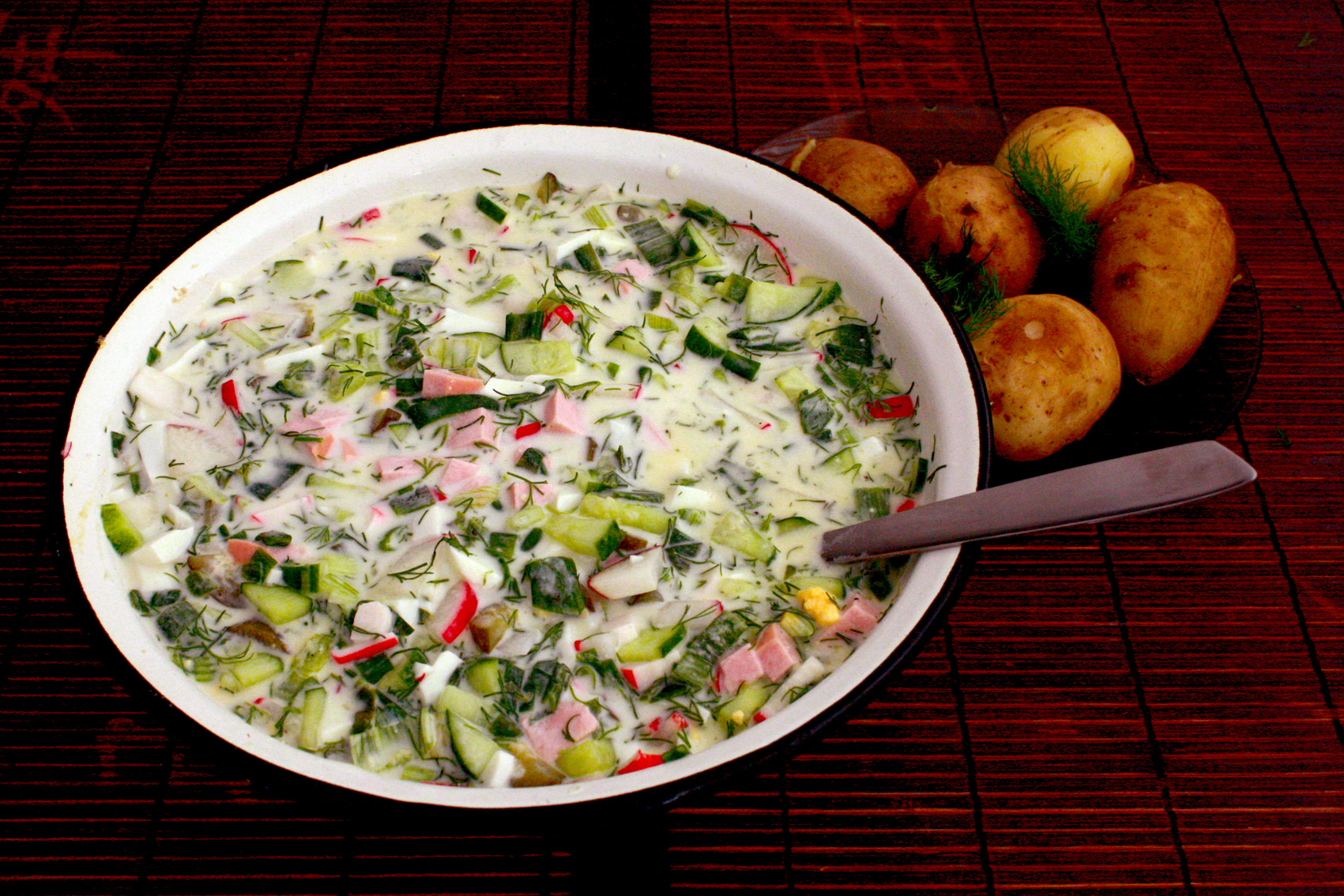
Okroshka

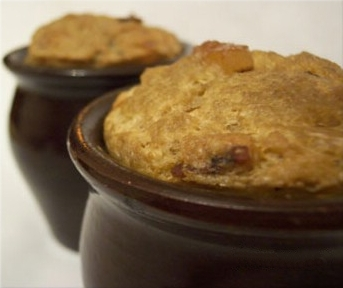
Babka de patata

Els cereals més comuns que tenen són l'ordi, la civada, el sègol i la fajol, i els vegetals són la col, la remolatxa, el nap, el colinap, la xirivia i la pastanaga. Els belarussos són consumidors de porc, xai i carn de bou.
Els aliments són generalment cuits o estofats. El sistema típic belarús d'àpats és d'un esmorzar lleuger i dos àpats posteriors més abundants; el sopar és el menjar principal del dia. Es consumeix molt de pa de blat i de sègol, però aquest és més abundant perquè les condicions climàtiques són massa dures per al conreu del blat. Per mostrar l'hospitalitat, l'acollida tradicionalment presenta una ofrena de pa i sal per saludar un hoste o visitant. Les begudes populars d'aquest país inclouen el vodka rus de blat i el kvass, una beguda feta de pa integral o farina de sègol i malt. El kvass també es pot combinar amb verdures tallades per crear una sopa freda anomenada okroixka.
Històricament, els belarussos tenien poc accés als productes del mar, i això encara és evident a la cuina. Els peixos de mar més comuns (després de l'arengada, que ha estat l'aperitiu més comú a tota la costa bàltica i les seves rodalies des del segle xiv) són el lluç i el bacallà i hi ha relativament pocs plats amb aquest peix. Molt més tradicionals i habituals són els peixos de llac, sobretot la sandra, cuinats de moltes maneres, i la carpa (especialment la famosa carpa farcida). Les anguiles, fumades o farcides, són l'especialitat de la zona al nord-oest de Belarús, adjacent a Letònia i Lituània.

## Història i influències
La cuina belarussa té arrels predominantment eslaves. Juntament amb una influència rutènia, també es relaciona amb la lituana i la polonesa a causa de la llarga barreja d'aquests tres pobles; primer al Gran Ducat de Lituània (segles XI-XV) i més tard a laConfederació de Polònia i Lituània (segles XVI-XVII). Tot i que la noblesa belarussa, com l'elit polonesa, va manllevar molt de la cuina italiana, alemanya i francesa, aquesta influència gairebé no es va fer sentir en la dieta de la majoria dels camperols. Tot i així, alguns dels plats manllevats es van estendre per tota la societat, com el lazanki (una pasta de farina i carn estofada, relacionada amb la lasanya italiana) i, sobretot, diversos plats elaborats amb patates ratllades, típiques de la cuina alemanya.
Les revoltes polítiques del segle xx van acabar completament amb les antigues classes privilegiades i molts plats tradicionals de classe mitjana i alta van seguir el camí de l'oblit. La mateixa idea d'una cuina belarussa independent es va tractar amb recel. Només després de la Segona Guerra Mundial, a les autoritats comunistes se'ls va acudir que la proclamada "prosperitat de la cultura nacional" també hauria de ser evident a la cuina. L'única font permesa per a aquesta reconstrucció culinària va ser el patrimoni dels camperols més pobres a partir de la dècada de 1880, una època en què el primitiu estil de vida rural ja estava a la baixa. El partit va encarregar als xefs de crear la nova cuina belarussa des de zero. Els noms de plats, receptes i estris de cuina "autèntics" es van reinventar tots de nou. L'arribada sobtada de la independència el 1991 va donar l'oportunitat de restaurar aquestes tradicions perdudes.
La cuina belarussa moderna encara està fortament influenciada pel seu passat soviètic recent i molts restaurants locals ofereixen plats russos o soviètics en lloc de veritables especialitats de la cuina local. Alguns belarussos poden tenir més interès per la cuina italiana, xinesa i japonesa que per la seva pròpia herència culinària. No obstant això, es pot trobar arreu draniki (tant sol com farcit), borsx, chaładnik, mačanka, zrazy, rotllets de carn freda, ous farcits amb bolets, alzuby, salsitxa crua de porc fregida i blini, així com pa de sègol àcid.
La cuina belarussa deu molt també a la cuina jueva. Al segle xix, la influència jueva va ser particularment visible en la introducció de plats de patates d'origen alemany, com el babka. Podria ser un intercanvi gastronòmic bidireccional, ja que el latke de patata dels jueus de l'Europa de l'Est podria haver estat manllevat del draniki belarús. Un altre important grup ètnic minoritari que ha influït en la cuina belarussa són els tàtars bàltics. La cuina tàrtara va ser especialment apreciada pels seus diversos pastissos ricament guarnits, així com pels seus plats de xai i verdures.